# Siège de Lisbonne (1147)
Pour les articles homonymes, voir Siège de Lisbonne.
Deuxième croisade
Le siège de Lisbonne, qui s'est déroulé du 1er juillet au 25 octobre 1147, est une bataille qui permet la reconquête chrétienne de la ville de Lisbonne désormais sous contrôle portugais, par l'expulsion définitive des occupants Maures de la Taïfa de Badajoz.
Le siège de Lisbonne est aussi une victoire chrétienne de la deuxième croisade et une des plus importantes de la Reconquista.

## Contexte
En 1142, lors d'un premier siège de Lisbonne, Alphonse Henriques, profitant du passage d'un groupe de croisés anglo-normands en route vers la Terre Sainte, tente de les utiliser pour combattre les musulmans occupant la ville. Bien que cette tentative soit finalement un échec, laissant une certaine méfiance parmi les forces croisées, elle montre au monarque portugais l'utilité d'une telle force pour des offensives futures. Au printemps 1147, le pape autorise une croisade dans la Péninsule Ibérique, où « la guerre contre les Maures dure depuis des centaines d'années ». Le pape Eugène encourage Marseille, Pise, Gênes et d'autres villes méditerranéennes à combattre dans la péninsule. Il autorise également Alphonse VII de León à assimiler ses campagnes contre les Maures au reste de la Deuxième Croisade.

## Arrivée de croisés nord-européens au Portugal
Le 19 mai 1147, un contingent de croisés part de Dartmouth en Angleterre, composé de croisés Flamands, Frisons, Français, Anglais, Écossais et Allemands,,, qui se considèrent collectivement comme des « Francs ». Aucun prince ou roi n'est à la tête de l'expédition, et ses participants semblent être en grande partie composés de citadins, qui sont organisés en prêtant serment. Le commandement est assuré par Hervey de Glanvill (en),. Les autres capitaines croisés sont Arnout IV, comte d'Aarschot (à la tête des Rhénans), Christian de Gistel (à la tête des forces flamandes et boulonnaises), et des forces anglo-normandes (dirigées par Simon de Douvres, André de Londres et Saher d'Archelle). Les décisions importantes sont prises collectivement par les commandants.

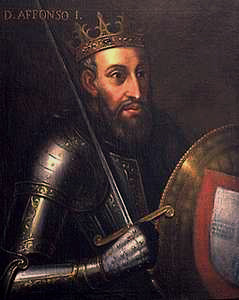
Alphonse Ier de Portugal dans un portrait non contemporain

Selon Odon de Deuil, il y a 164 navires à destination de la Terre sainte, et il y en a peut-être jusqu'à 200 au moment où ils atteignent la côte ibérique. Le mauvais temps oblige les navires à s'arrêter sur la côte portugaise, dans la ville septentrionale de Porto le 16 juin 1147. Là, ils sont convaincus par l'évêque de Porto, Pedro II Pitões, de rencontrer le roi Alphonse Ier. Le roi, qui a atteint le Tage et pris Santarém le 15 mars, négocie également avec le pape pour la reconnaissance de son titre de roi. Il est averti de l'arrivée d'un premier groupe et s'empresse de les rencontrer.

Le groupe multiethnique accepte de l'aider, avec un accord solennel qui offre aux croisés le pillage des biens de la ville et l'argent de la rançon pour les prisonniers attendus. Pour la ville, 

« ... ils l'auront et la retiendront jusqu'à ce qu'elle ait été fouillée et dépouillée, à la fois des prisonniers contre rançon et de tout le reste. Puis, quand elle aura été aussi minutieusement fouillée qu'ils le souhaiteront, ils me la remettront... »

Le roi Alphonse Ier promet de diviser les territoires conquis en fiefs entre les dirigeants. Il se réserve le pouvoir d'advocatus et libère ceux qui sont au siège et leurs héritiers commerçant au Portugal de la taxe commerciale appelée pedicata.
Les croisés anglais sont d'abord peu enthousiastes face à ce changement de plan, mais Hervey de Glanville les convainc de participer. Des otages sont échangés en tant que cautions pour les serments.

## Chute de Lisbonne

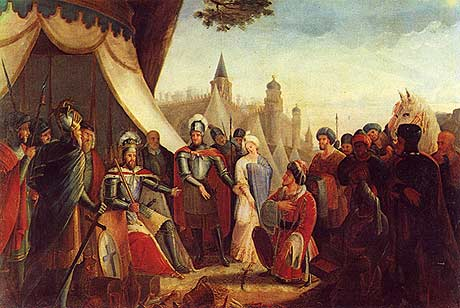
Le Siège de Lisbonne par D. Alphonse Henriques par Joaquim Rodrigues Braga (1840) : une vue romantique.

Le siège commence le 1er juillet. Les chrétiens capturent rapidement les territoires environnants et assiègent les murs de Lisbonne. Au bout de quatre mois, les occupants acceptent de se rendre le 21 octobre parce que la tour de siège des croisés atteint leur mur (provoquant ainsi une immobilisation d'une journée) et à cause de la faim dans la ville, qui abrite des populations déplacées de Santarém ainsi que « les principaux citoyens de Sintra, Almada et Palmela ».
Après une brève insurrection, le chroniqueur anglo-normand attribue aux « hommes de Cologne et aux Flamands » la prise de la ville, pénétrée par les conquérants chrétiens le 25 octobre. Les termes de la reddition indiquent que la garnison musulmane de la ville est autorisée à y rester vivre et à conserver ses biens, mais dès que les chrétiens entrent dans la ville, ces termes sont rompus. Selon le De expugnatione Lyxbonensi,

« L'ennemi, après avoir été dépouillé dans la ville, sortit de la ville par trois portes sans interruption depuis le samedi matin jusqu'au mercredi suivant. Il y avait une telle multitude de personnes qu'il semblait que toute l'Hispanie se mêlait à la foule. »

De plus, selon le De expugnatione Lyxbonensi, ce sont les Flamands et ceux de Cologne qui rompent leur serment mais malgré cela, ils sont plus soucieux de piller que de tuer l'un des habitants :

« Ils ont couru çà et là. Ils ont pillé. Ils ont défoncé des portes. Ils fouillaient l'intérieur de chaque maison. Ils ont chassé les citoyens et les ont harcelés de manière inappropriée et injuste. Ils ont détruit des vêtements et des ustensiles. Ils traitaient honteusement les vierges. Ils ont agi comme si le bien et le mal étaient les mêmes. Ils ont secrètement emporté tout ce qui aurait dû appartenir à la communauté. Ils ont même tranché la gorge du vieil évêque de la ville, le tuant contre le droit et la justice. … Les Normands et les Anglais, cependant, pour qui la foi et la religion étaient de la plus haute importance, envisageant ce à quoi de telles actions pourraient conduire, sont restés tranquillement dans la position qui leur avait été assignée, préférant s'abstenir de piller plutôt que de violer les obligations de leur foi et leur association sous serment. »

## Conséquences
Certains des croisés mettent les voiles et continuent leur voyage autour de la Péninsule Ibérique et sont invités par le Comte Raimond-Bérenger IV de Barcelone pour l'aider à capturer la ville de Tortose. Cependant, la plupart des croisés s'installent dans la ville nouvellement capturée, augmentant ainsi le nombre de chrétiens en Ibérie.
Gilberto de Hastings est élu évêque marquant le début des relations historiques entre l'Angleterre et le Portugal qui formeront plus tard l'Alliance anglo-portugaise.
Malgré la nature contractuelle de la reddition de la ville, une légende est née selon laquelle le guerrier et noble portugais Martim Moniz s'est sacrifié afin de garder les portes de la ville ouvertes aux armées chrétiennes conquérantes.
Lisbonne devient finalement la capitale du Royaume de Portugal en 1255. Cette victoire marque un tournant dans l'histoire du Portugal et de la Reconquista.